# Idaea blaesii
Idaea blaesii é uma espécie de insetos lepidópteros, mais especificamente de traças, pertencente à família Geometridae.
A autoridade científica da espécie é Lenz & Hausmann, tendo sido descrita no ano de 1992.
Trata-se de uma espécie presente no território português.